# Aphelandra impressa
Aphelandra impressa é uma espécie de plantas com flores. Foi descrito pela primeira vez por Gustav Lindau. Aphelandra impressa pertence ao gênero Aphelandra, e à família Acanthaceae.
Este tipo de planta pode ser encontrado em:
- Venezuela
  - Estado de Emergência
  - Estado de Barinas
  - Estado de Mérida
  - Estado Português
  - Estado Táchira
  - Estado de Trujillo
- Colômbia
  - Departamento de Cundinamarca
  - Departamento de Meta
  - Departamento do Norte de Santander

Não há tipos listados como este.